# The Wolverine
The Wolverine és una pel·lícula estatunidenca pertanyent a la saga X-Men i situada temporalment després de X-Men: The Last Stand. És protagonitzada per Hugh Jackman i dirigida per James Mangold. La seva estrena internacional es va produir el 24 juliol 2013.
Aquest lliurament, basada en la sèrie de Chris Claremont i Frank Miller, ens presenta a un Wolverine que està passant un dels moments més foscos de la seva vida fins que una jove asiàtica li convenç perquè vagi al Japó, on una persona del seu passat l'espera. Es tracta d'un vell conegut del seu tancament a Nagasaki que en el seu llit de mort vol saldar un antic deute, de manera que li fa un regal. Aquest regal li submergirà en un món totalment desconegut que el canviarà per sempre.

## Repartiment
- Hugh Jackman com a Logan/Wolverine
- Tao Okamoto com a Mariko Yashida.
- Rila Fukushima com a Yukio.
- Hiroyuki Sanada com a Shingen Yashida.
- Svetlana Khodchenkova com a Viper.
- Haruhiko Yamanouchi com a Yashida.
- Ken Yamamura com a jove Yashida
- Will Yun Lee com a Kenuichio Harada.
- Brian Tee com a Noburo Mori.
- Famke Janssen com a Jean Grey/Phoenix
- Patrick Stewart com a Charles Xavier (cameo)
- Ian McKellen com a Erik Lehnsherr/Magneto (cameo)

## Producció
| «              | No et mentiré, he estat parlant amb els escriptors... Sóc un gran fan de la saga japonesa en el còmic. | » |
| — Hugh Jackman | |   |

Al setembre de 2009, Gavin Hood va especular que hi hauria una seqüela de X-Men Origins: Wolverine, que seria filmada al Japó, com a continuació de l'escena dels crèdits d'Origins en la qual Logan és vist en un bar nipó. Aquest lloc no va ser introduïda en la primera pel·lícula perquè Hugh Jackman sentia que abans havien d'establir qui era Lobezno i com s'havia convertit en qui és. L'ambientació està basada en les sèries de Claremont i Miller de la qual Jackman va dir que era el seu preferit. Sobre l'arc narratiu japonès, Jackman també va comentar que:
| « | ... hi ha tantes àrees en aquesta història japonesa, m'encanta la idea d'aquest tipus de personatge anàrquic, el foraster, estant en aquest món - puc veure-ho estèticament també - ple d'honor i tradició i costums i algú que és realment antitot això, i tractant de negociar a la seva manera. La idea del samurai també - i la tradició d'allà. És tot genial. En el còmic el seu darrere és patejat per un parell de samurais - ni tan sols mutants. Això li impacta al principi. | » |

Jackman va afegir que una altra pel·lícula més sobre Wolverine seria un complement més a una continuació de X-Men: The Last Stand. Abans del llançament de Wolverine, Lauren Shuler Donner va proposar a Simon Beaufoy l'escriptura del guió, però ell no se sentia prou segur per implicar-se. El 5 de maig de 2009, només quatre dies després del primer cap de setmana d'estrena, la seqüela va ser oficialment confirmada.
Christopher McQuarrie, qui no va ser acreditat pel seu treball a X-Men, va ser contractat per escriure el guió per a la seqüela de The Wolverine l'agost de 2009. D'acord amb Lauren Shuler Donner, la seqüela se centrarà en la relació entre Lobezno i Mariko Yashida, la filla d'un mafiós japonès, i del que li passa al Japó. Lobezno tindrà un estil diferent de lluita a causa que "hi haurà samurais, ninges, katanes, diferents arts marcials mà-a-mà, lluita extrema." Continua: "Volem fer-autèntica així que creiem que és molt probable que filmem al Japó. Crec que és probable que els personatges parlin anglès en comptes de japonès amb subtítols." El gener de 2010, en els Premis People's Choice, Jackman va afirmar que la pel·lícula començaria el seu rodatge en algun moment del 2011 i el març de 2010 McQuarrie va declarar que el guió estava acabat perquè la producció comencés al gener del següent any. Aleshores algunes fonts van indicar que Darren Aronofsky estava en negociacions per dirigir la pel·lícula després que Singer rebutgés l'oferta. Sent confirmat a l'octubre de 2010.

## Màrqueting
El 29 d'octubre de 2012, el director James Mangold i l'actor Hugh Jackman va oferir una xerrada en directe des del plató de la pel·lícula. La xerrada va tenir lloc en el lloc web oficial i el compte oficial de YouTube de la pel·lícula.
El primer tràiler de The Wolverine va ser presentat de forma conjunta per al mercat nord-americà i internacional el 27 de març de 2013. Empire Magazine va dir: "Tot això és molt encoratjador, del director James Mangold, un home que, òbviament, no té por d'ajustar el material original per servir als seus propis fins." Aquest tràiler es va adjuntar a la projecció en cinemes de GI Joe: Retaliation. El segon tràiler nord-americà va ser presentat a CinemaCon a Las Vegas, Nevada el 18 d'abril de 2013. i el tercer va ser estrenat el 21 de maig de 2013. El segon tràiler internacional va ser presentat el 13 de juny de 2013.
El 20 de juliol de 2013, 20th Century Fox va incloure The Wolverine, juntament amb Dawn of the Planet of the Apes i X-Men: Days of Future Past, en el seu panell de San Diego Comic-Con, on Hugh Jackman i James Mangold van presentar noves escenes de la pel·lícula.
20th Century Fox es va associar amb automòbils i motocicletes de l'empresa Audi per a promoure la pel·lícula amb el seu cotxe esportiu Audi R8 i la seva moto Ducati. Altres socis inclouen sucre de marca de xiclet 5 i casual menjador restaurant de l'empresa Reb Robin.